# Alexander Nübel
Alexander Nübel (Paderborn, 30 de septiembre de 1996) es un futbolista alemán que juega de guardameta en el VfB Stuttgart de la 1. Bundesliga de Alemania.

## Biografía
Tras formarse como futbolista en el SC Paderborn 07 desde 2005, diez años después, ya en 2015 se marchó a la disciplina del FC Schalke 04. El 14 de mayo de 2016 subió al primer equipo, haciendo su debut en un partido de la Bundesliga contra el 1899 Hoffenheim que finalizó por 1-4 a favor del Schalke 04 tras jugar un solo minuto al sustituir en el minuto 89 a Ralf Fährmann.
El 4 de enero de 2020 el Bayern de Múnich anunciaba que había llegado a un acuerdo con Nübel para que se incorpore al club bávaro en la temporada 2020-21, una vez concluyese su contrato con el Schalke 04. El vínculo con el equipo de Múnich se extendería hasta junio de 2025.
A finales de junio de 2021 fue cedido al A. S. Monaco F. C. por dos temporadas con opción a una tercera, pudiendo regresar a Múnich al término de la primera. Pasó esos dos años en la entidad monegasca antes de regresar a Alemania para jugar, también a préstamo, en el VfB Stuttgart.

## Selección nacional
El 11 de octubre de 2024 hizo su debut con la selección de Alemania en un encuentro de la Liga de Naciones de la UEFA 2024-25 frente a Bosnia y Herzegovina que ganaron por uno a dos.

## Estadísticas

### Clubes
Actualizado de acuerdo al último partido jugado el 24 de mayo de 2025.
| Club                           | Div.          | Temporada     | Liga  | Liga  | Liga  | Copas nacionales | Copas nacionales | Copas nacionales | Torneos internacionales | Torneos internacionales | Torneos internacionales | Total | Total | Total |
| Club                           | Div.          | Temporada     | Part. | G. R. | V. I. | Part.            | G. R.            | V. I.            | Part.                   | G. R.                   | V. I.                   | Part. | G. R. | V. I. |
| ------------------------------ | ------------- | ------------- | ----- | ----- | ----- | ---------------- | ---------------- | ---------------- | ----------------------- | ----------------------- | ----------------------- | ----- | ----- | ----- |
| F. C. Schalke 04 II · Alemania | 4.ª           | 2015-16       | 13    | 17    | 3     | —                | —                | —                | —                       | —                       | —                       | 13    | 17    | 3     |
| F. C. Schalke 04 II · Alemania | 4.ª           | 2016-17       | 10    | 20    | 0     | —                | —                | —                | —                       | —                       | —                       | 10    | 20    | 0     |
| F. C. Schalke 04 II · Alemania | 5.ª           | 2017-18       | 1     | 1     | 0     | —                | —                | —                | —                       | —                       | —                       | 1     | 1     | 0     |
| F. C. Schalke 04 II · Alemania | Total club    | Total club    | 24    | 38    | 3     | 0                | 0                | 0                | 0                       | 0                       | 0                       | 24    | 38    | 3     |
| F. C. Schalke 04 · Alemania    | 1.ª           | 2015-16       | 1     | 0     | 1     | —                | —                | —                | —                       | —                       | —                       | 1     | 0     | 1     |
| F. C. Schalke 04 · Alemania    | 1.ª           | 2017-18       | 1     | 0     | 1     | —                | —                | —                | —                       | —                       | —                       | 1     | 0     | 1     |
| F. C. Schalke 04 · Alemania    | 1.ª           | 2018-19       | 18    | 29    | 5     | 2                | 3                | 0                | 2                       | 0                       | 2                       | 22    | 32    | 7     |
| F. C. Schalke 04 · Alemania    | 1.ª           | 2019-20       | 26    | 40    | 6     | 3                | 4                | 1                | —                       | —                       | —                       | 29    | 44    | 7     |
| F. C. Schalke 04 · Alemania    | Total club    | Total club    | 46    | 69    | 13    | 5                | 7                | 1                | 2                       | 0                       | 2                       | 53    | 76    | 16    |
| Bayern de Múnich · Alemania    | 1.ª           | 2020-21       | 1     | 2     | 0     | 1                | 0                | 1                | 2                       | 2                       | 0                       | 4     | 4     | 1     |
| Bayern de Múnich · Alemania    | Total club    | Total club    | 1     | 2     | 0     | 1                | 0                | 1                | 2                       | 2                       | 0                       | 4     | 4     | 1     |
| A. S. Monaco F. C. Francia     | 1.ª           | 2021-22       | 38    | 40    | 11    | 1                | 2                | 0                | 10                      | 9                       | 3                       | 49    | 51    | 14    |
| A. S. Monaco F. C. Francia     | 1.ª           | 2022-23       | 38    | 58    | 9     | —                | —                | —                | 10                      | 17                      | 1                       | 48    | 75    | 10    |
| A. S. Monaco F. C. Francia     | Total club    | Total club    | 76    | 98    | 20    | 1                | 2                | 0                | 20                      | 26                      | 4                       | 97    | 126   | 24    |
| VfB Stuttgart · Alemania       | 1.ª           | 2023-24       | 30    | 36    | 11    | 4                | 3                | 3                | —                       | —                       | —                       | 34    | 39    | 14    |
| VfB Stuttgart · Alemania       | 1.ª           | 2024-25       | 34    | 53    | 7     | 5                | 5                | 2                | 7                       | 13                      | 1                       | 46    | 71    | 10    |
| VfB Stuttgart · Alemania       | Total club    | Total club    | 64    | 89    | 18    | 9                | 8                | 5                | 7                       | 13                      | 1                       | 80    | 110   | 24    |
| Total carrera                  | Total carrera | Total carrera | 211   | 296   | 54    | 16               | 17               | 7                | 31                      | 41                      | 7                       | 258   | 354   | 68    |
| 1. 2. 3.                       |               |               |       |       |       |                  |                  |                  |                         |                         |                         |       |       |       |

### Selección nacional
Actualizado de acuerdo al último partido jugado el 19 de noviembre de 2024.
| Selección           | Año               | Amistosos | Amistosos | Amistosos | Eliminatorias | Eliminatorias | Eliminatorias | Continental | Continental | Continental | Mundial | Mundial | Mundial | Total | Total | Total |
| Selección           | Año               | Part.     | G. R.     | V. I.     | Part.         | G. R.         | V. I.         | Part.       | G. R.       | V. I.       | Part.   | G. R.   | V. I.   | Part. | G. R. | V. I. |
| ------------------- | ----------------- | --------- | --------- | --------- | ------------- | ------------- | ------------- | ----------- | ----------- | ----------- | ------- | ------- | ------- | ----- | ----- | ----- |
| Sub-21 · Alemania   | 2017              | 1         | 1         | 0         | 5             | 6             | 2             | —           | —           | —           | —       | —       | —       | 6     | 7     | 2     |
| Sub-21 · Alemania   | 2018              | 2         | 1         | 1         | 4             | 1             | 3             | —           | —           | —           | —       | —       | —       | 6     | 2     | 4     |
| Sub-21 · Alemania   | 2019              | —         | —         | —         | —             | —             | —             | 5           | 7           | 0           | —       | —       | —       | 5     | 7     | 0     |
| Sub-21 · Alemania   | Total             | 3         | 2         | 1         | 9             | 7             | 5             | 5           | 7           | 0           | 0       | 0       | 0       | 17    | 16    | 6     |
| Absoluta · Alemania | 2024              | —         | —         | —         | —             | —             | —             | 2           | 2           | 0           | —       | —       | —       | 2     | 2     | 0     |
| Absoluta · Alemania | Total             | 0         | 0         | 0         | 0             | 0             | 0             | 2           | 2           | 0           | 0       | 0       | 0       | 2     | 2     | 0     |
| Total selecciones   | Total selecciones | 3         | 2         | 1         | 9             | 7             | 5             | 7           | 9           | 0           | 0       | 0       | 0       | 19    | 18    | 6     |
| 1. 2.               |                   |           |           |           |               |               |               |             |             |             |         |         |         |       |       |       |

## Palmarés

### Campeonatos nacionales
| Título                | Club             | País     | Año     |
| --------------------- | ---------------- | -------- | ------- |
| Supercopa de Alemania | Bayern de Múnich | Alemania | 2020    |
| Bundesliga            | Bayern de Múnich | Alemania | 2020-21 |
| Copa de Alemania      | VfB Stuttgart    | Alemania | 2024-25 |

### Campeonatos internacionales
| Título              | Club             | Sede     | Año  |
| ------------------- | ---------------- | -------- | ---- |
| Supercopa de Europa | Bayern de Múnich | Budapest | 2020 |